# Podocarpus lambertii
Podocarpus lambertii är en barrträdart som beskrevs av Johann Friedrich Klotzsch och Stephan Ladislaus Endlicher. Podocarpus lambertii ingår i släktet Podocarpus och familjen Podocarpaceae. IUCN kategoriserar arten globalt som nära hotad. Inga underarter finns listade i Catalogue of Life.

## Bildgalleri

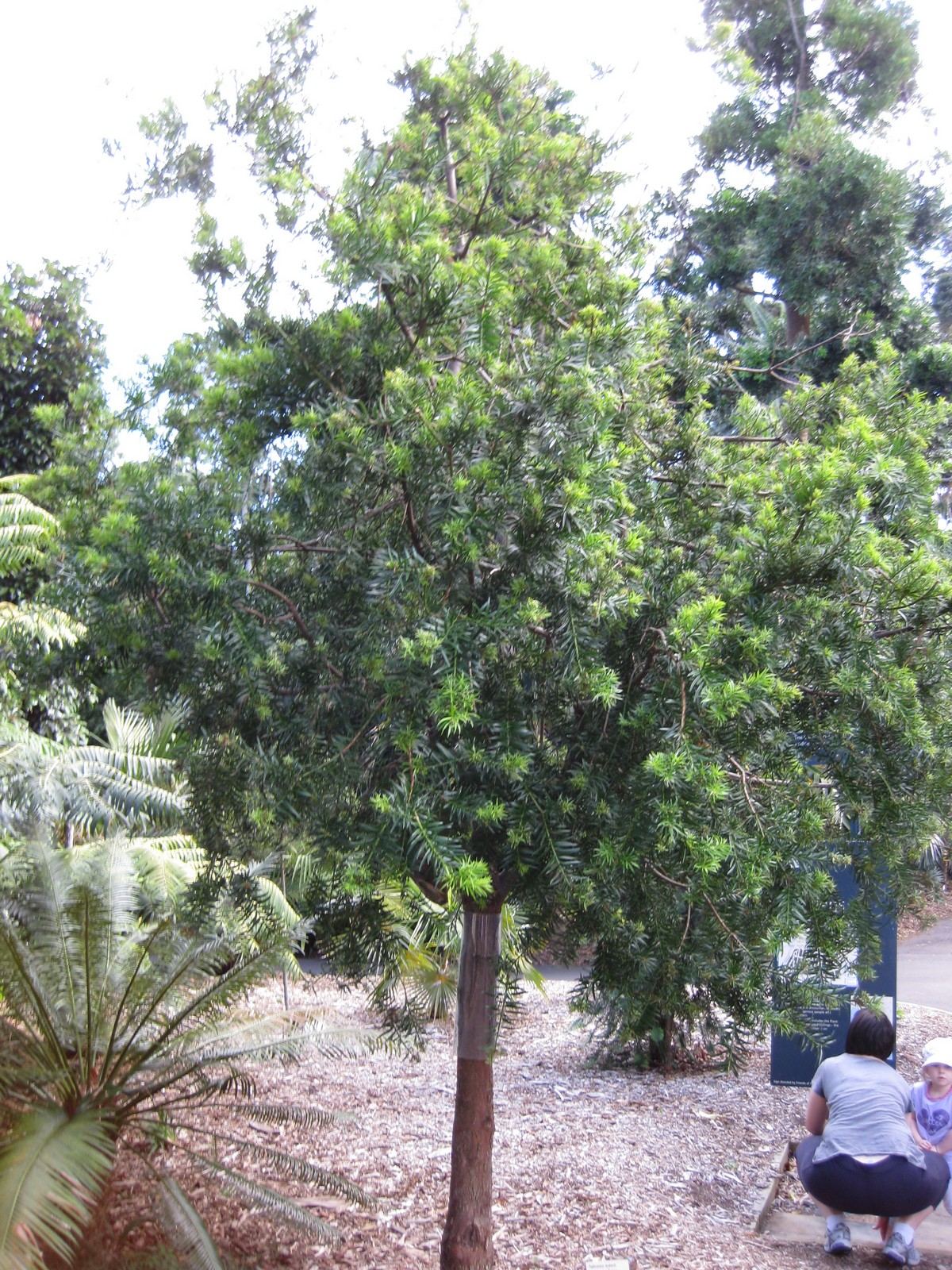
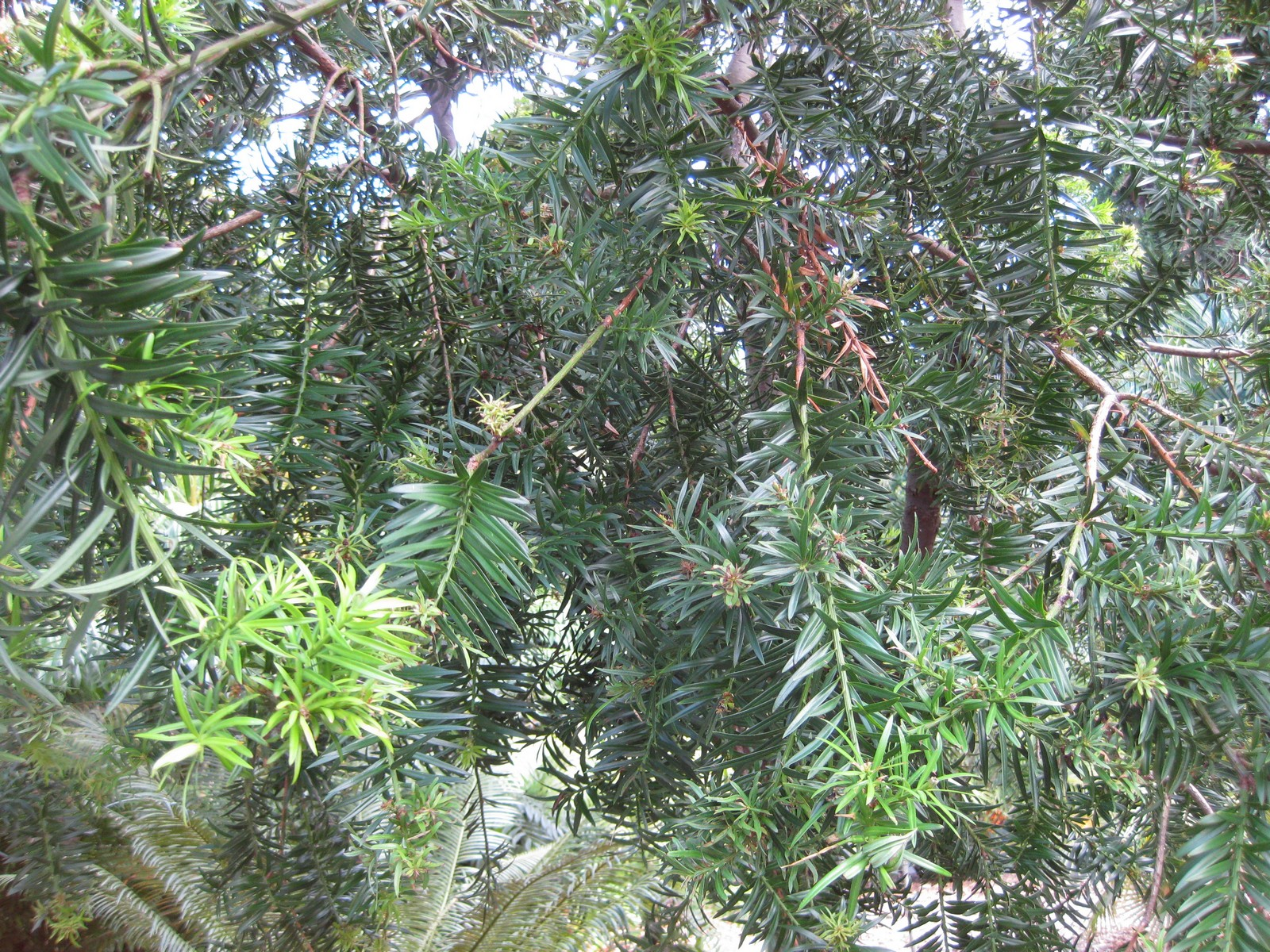